# Emmanuel Lafont
Emmanuel Marie Philippe Louis Lafont (ur. 26 października 1945 w Paryżu) – francuski duchowny katolicki, biskup Kajenny w latach 2004–2020.

## Życiorys

### Prezbiterat
Święcenia kapłańskie otrzymał 2 sierpnia 1970 i został inkardynowany do archidiecezji Tours. Przez kilka lat pracował duszpastersko na terenie archidiecezji, zaś w latach 1977-1983 był diecezjalnym duszpasterzem organizacji Jeunesse ouvrière chrétienne. W 1983 wyjechał na misje do RPA i przez dziesięć lat pracował w archidiecezji Johannesburg. W 1994 został wicerektorem seminarium w Pretorii. W 1997 powrócił do kraju i otrzymał nominację na krajowego dyrektora Papieskich Dzieł Misyjnych. W latach 2003–2004 proboszcz w Langeais.

### Episkopat
18 czerwca 2004 papież Jan Paweł II mianował do biskupem ordynariuszem diecezji Kajenny. Sakry biskupiej udzielił mu 29 sierpnia 2004 arcybiskup Fort-de-France - Michel Méranville. 26 października 2020 roku papież Franciszek przyjął jego rezygnację z pełnionej funkcji.